# Бутенко Зоя Андріївна
Зо́я Андрі́ївна Буте́нко (1 вересня 1928, Багата Чернещина — 21 квітня 2001) — українська науковиця у галузі онкології, академік НАНУ (з 18 травня 1990 року), Заслужений діяч науки і техніки України, лавреатка Державної премії України, премії імені О. О. Богомольця НАН України.

## Біографія
Народилася 1 вересня 1928 року. Після закінчення школи в 1944 році вступила на лікувальний факультет Молотовського державного медичного інституту, а після повернення з евакуації в Київ у 1947 році перейшла на 4-й курс лікувального факультету Київського медичного інституту, який успішно закінчила у 1949 році. У жовтні того ж року стала аспіранткою кафедри патологічної фізіології Київського державного інституту вдосконалення лікарів.
У 1954 році, після закінчення аспірантури під безпосереднім керівництвом Р. Є. Кавецького, захистила кандидатську дисертацію, присвячену вивченню патогенезу експериментальних лейкозів. Подальше її життя і наукова діяльність були пов'язані з Інститутом експериментальної патології, онкології і радіобіології ім. Р. Є. Кавецького НАН України. В 1958 році вступила в ряди КПРС.
У 1962 році створила і очолила першу в Україні лабораторію з вивчення етіології і патогенезу лейкозу, яка пізніше перетворилася на відділ механізмів лейкогенезу. У 1969 році, після захисту дисертації на тему: «Роль рибонуклеїнової кислоти у розвитку лейкозу», дослідниці було присуджено вчений ступінь доктора медичних наук, а в 1970 році присвоєно звання професора.
В 1978 році Зою Андріївну обрали членом-кореспондентом, а в 1990 році — академіком НАН України за спеціальністю «експериментальна онкологія». У 1998 році їй було присвоєно почесне звання «Заслужений діяч науки і техніки України».

Могила Зої Бутенко

Померла 21 квітня 2001 року. Похована в Києві на Байковому кладовищі (ділянка № 49а).

## Наукова діяльність
Зоя Бутенко разом зі своїми учнями розробляла найактуальніші питання сучасної медицини, пов'язані із з'ясуванням причин виникнення і природи злоякісних захворювань системи крові. Основними напрямами її наукової діяльності були фундаментальні дослідження клітинних і молекулярних механізмів розвитку лейкозу та злоякісних лімфом, розробка методів ранньої діагностики різних форм гемобластозів, принципів патогенетичної терапії.
Зробила значний внесок у створення сучасної клонально-селекційної теорії канцерогенезу, вперше з'ясувала роль РНК у злоякісній трансформації клітин крові, одержала пріоритетні дані про структурні та функціональні порушення геному, асоційовані з лейкозогенезом. Великим внеском у науку є також дослідження біологічних властивостей та ультраструктури лейкозних клітин, пошук і застосування ефективних індукторів їхнього диференціювання.
Була фундатором нового напряму в онкогематології — вивчення структури і функцій стовбурових гемопоетичних клітин та їх ролі при лейкозі. Особливо плідно працювала над вирішенням питань молекулярної лейкозології. На основі одержаних нею та її учнями результатів було розроблено і впроваджено принципово нові методи молекулярно-генетичної діагностики гемобластозів, що набуло особливого значення у зв'язку з необхідністю прогнозувати віддалені наслідки аварії на ЧАЕС.
Брала участь у виконанні багатьох наукових програм, у роботі світових конгресів і конференцій, була ініціатором проведених у Києві у різні роки міжнародних симпозіумів «Стовбурові і імунокомпетентні клітини у нормі і при пухлинному рості», «Стовбурові клітини і злоякісний ріст», на яких з доповідями виступали провідні вчені з багатьох країн світу.
Була автором більш як 300 наукових публікацій, 10 монографій і посібників, серед яких найбільш відомі:
- «Роль РНК у злоякісній трансформації клітин при лейкозі»;
- «Цитохімія і електронна мікроскопія клітин крові та кровотворних органів»;
- «Стовбурові кровотворні клітини і лейкоз»;
- «Лейкозні клітини: походження, ультраструктура, диференціювання»;
- «Клонально-селекційна концепція пухлинного росту»;
- «Механізми вірусного лейкозогенезу».

Підготувала близько 30 докторів і кандидатів наук.

## Громадська діяльність
Зоя Бутенко була членом Європейських асоціацій гематологів та онкологів, головою спеціалізованої вченої ради з онкології та радіобіології, членом експертної ради ВАК України, членом редколегій журналів «Доповіді НАН України», «Експериментальна онкологія», «Онкологія».

## Вшанування пам'яті
На будинку Інституту експериментальної патології, онкології і радіобіології імені Р. Кавецького, по вулиці Васильківській, 45, в якому працювала Зоя Андріївна, встановлено гранітну меморіальну дошку.
18 січня 2024 року депутати Київської міської ради підтримали перейменування вулиці Сєченова в Голосіївському районі на вулицю Зої Бутенко.